# Leon Flach
Leon Flach, né le 28 février 2001 à Humble, Texas aux États-Unis, est un joueur américain de soccer qui joue au poste de milieu défensif au Union de Philadelphie en MLS.

## Biographie

### FC St. Pauli
Né à Humble, dans le Texas aux États-Unis, Leon Flach est formé en Allemagne, au FC St. Pauli. Il signe son premier contrat professionnel avec ce club le 8 février 2018.
Il est intégré à l'équipe première en septembre 2020 par Timo Schultz, tout juste nommé entraîneur principal et qu'il a connu en équipes de jeunes. Le 27 septembre 2020, Flach joue son premier match en professionnel, à l'occasion de la deuxième journée de la saison 2020-2021 de deuxième division allemande contre le 1. FC Heidenheim 1846. Il entre en jeu à la place de Jannes Wieckhoff (en) et son équipe l'emporte par quatre buts à deux. Il inscrit son premier but en professionnel le 3 janvier 2021, lors d'une rencontre de championnat face au Greuther Fürth. Buteur sur un tir lointain, il ne permet toutefois pas à son équipe d'obtenir un résultat, celle-ci s'inclinant par deux buts à un,.

### Union de Philadelphie
Le 31 mars 2021, Flach s'engage en faveur du Union de Philadelphie, signant un contrat de deux ans.
Flach joue son premier match avec l'équipe première de Philadelphie le 8 avril 2021, à l'occasion d'une rencontre de Ligue des champions face au Deportivo Saprissa. Il est titularisé et son équipe l'emporte par un but à zéro. Il inscrit son premier but pour Philadelphie le 3 octobre 2021 face au Crew de Columbus dans une victoire trois buts à zéro.
Le 20 septembre 2022, il est classé quatorzième au palmarès 2022 des 22 joueurs de moins de 22 ans en MLS.
Flach participe à la finale de la Coupe de la Major League Soccer 2022, qui a lieu le 5 novembre 2022 et où son équipe affronte le Los Angeles FC. Il est titularisé lors de ce match qui se solde par une victoire de Los Angeles après une séance de tirs au but.

### En sélection
Avant de jouer pour les États-Unis, Leon Flach représente l'Allemagne en sélection. Il est convoqué pour la première fois avec les moins de 18 ans en avril 2019 et joue notamment deux matchs avec cette sélection cette année-là.